# Bad Omens
Bad Omens ist eine US-amerikanische Metalcore-Band aus Richmond, Virginia.

## Geschichte

### Bad OmensundFinding God Before God Finds Me(2014 bis 2020)
Der Sänger Noah Sebastian spielte Anfang der 2010er Jahre als singender Gitarrist in der Band Immoralist, die er im Jahre 2014 verließ. Zusammen mit seinen Freunden Nicholas Ruffilo (Gitarre) und Vincent Riquier (E-Bass) gründete er die Band Bad Omens, die durch Riquiers schwedischen Freund Joakim Karlsson als zweiten Gitarristen und dem Schlagzeuger Nick Folio komplettiert wurde. Die Band zog nach Los Angeles und veröffentlichte ein unbetiteltes Demo, das ihnen einen Vertrag mit Sumerian Records einbrachte. Im Winter 2016 tourte die Band zunächst im Vorprogramm von Born of Osiris, Veil of Maya, After the Burial und Erra und später als Vorgruppe von Asking Alexandria, After the Burial, Upon a Burning Body und I See Stars. Am 19. August 2016 veröffentlichte die Band ihr selbst betiteltes Debütalbum, das von Will Putney produziert wurde. Anfang 2017 tourten Bad Omens zusammen mit New Years Day und Cane Hill im Vorprogramm von Attila. Außerdem spielten Bad Omens auf der Warped Tour sowie auf Festivals wie dem With Full Force. 
Im Frühjahr 2018 eröffneten Bad Omens und Stick to Your Guns für Parkway Drive in den USA und spielten auf den Festivals Heavy Montréal und Louder Than Life. Bassist Vincent Riquier verließ im Laufe des Jahres die Band. Dafür übernahm der bisherige Gitarrist Nicholas Ruffilo den Bass. Anschließend arbeitete die Band an ihrem zweiten Studioalbum. Das von der Band selbst produzierte Album Finding God Before God Finds Me erschien am 2. August 2019. Daraufhin sollte die Band als Vorgruppe der Co-Headlinertournee von The Amity Affliction und Senses Fail auf Nordamerikatournee gehen. Bad Omens sagten aber ab, nachdem vertragliche Vereinbarungen von den Headlinern nicht erfüllt worden wären. Senses Fail verbreiteten die Falschmeldung, dass Bad Omens abgesagt hätten, weil ihr Bandlogo auf den Promoflyern zu klein gedruckt worden wäre. Stattdessen eröffneten Bad Omens für die Co-Headlinertournee von Lacuna Coil und All That Remains.

### The Death of Peace of Mind(2020 bis 2023)
Im Frühjahr 2020 starteten Bad Omens ihre erste Headliner-Tournee durch Nordamerika mit der Vorgruppe Oh, Sleeper. Jedoch musste die Tour im März 2020 wegen der COVID-19-Pandemie abgebrochen werden. Im Sommer 2021 nahm die Band ihr drittes Studioalbum auf, bei dem die Musiker von Zakk Cervini unterstützt wurden. The Death of Peace of Mind erschien am 25. Februar 2022. Das Album erhielt über das soziale Medium TikTok besondere Aufmerksamkeit. Initial trendete das Lied Just Pretend sehr stark und wurde auf über 80.000 Videos als Sound genutzt. In der Folgezeit gewannen auch weitere Lieder des Albums auf der Plattform zunehmend an Popularität, was der Band einen Bekanntheitsschub verschaffte. Das Onlinemagazin Loudwire führte The Death of Peace of Mind auf ihrer Liste der 50 besten Rock- und Metal-Alben des Jahres 2022. Die Singles Just Pretend sowie The Death of Peace of Mind wurden in den USA jeweils mit einer Goldenen Schallplatte ausgezeichnet.
Bad Omens ersetzten im Frühjahr die aufgelösten Every Time I Die auf Underoaths Voyeurist Tour und teilten die Bühne mit Spiritbox und Stray from the Path. Es folgte eine Tournee im Sommer und Herbst 2022 im Vorprogramm von A Day to Remember mit The Ghost Inside, The Used und Beartooth. Im November und Dezember 2022 fand eine Nordamerika-Tour mit dem Namen A Tour of the Concrete Jungle statt. Als Vorgruppen waren Dayseeker, Make Them Suffer und Thousand Below dabei. Die Tournee wurde im Februar und März 2023 in Europa mit den Vorgruppen Ghostkid und Oxymorrons fortgesetzt, gefolgt von einer weiteren US-Tournee mit Erra und Invent Animate. Im Herbst 2023 folgte eine weitere Nordamerika-Tournee mit Erra und I See Stars. Zwischenzeitlich begann die Band mit der Arbeit an einem neuen Studioalbum sowie einem Kompilationsalbum Concrete Forever, welches Remixe, Kollaborationen und akustische Versionen enthalten soll.

### Concrete Jungle The OST(seit 2024)
Im Januar 2024 tourten Bad Omens zunächst zusammen mit Static Dress und Cassyette im Vorprogramm von Bring Me the Horizon durch das Vereinigte Königreich, bevor eine eigene Headlinertournee durch Europa mit der Sängerin Poppy folgte. Gleichzeitig wurde die gemeinsame Single V.A.N veröffentlicht. Bei den iHeartRadio Music Awards 2024 wurden Bad Omens in der Kategorie Best New Artist (Alternative & Rock) nominiert. Der Preis ging jedoch an Noah Kahan. Am 31. Mai 2024 erschien das Album Concrete Jungle (The OST). Das Album enthält neben einigen neuen Titeln zahlreiche Kollaborationen mit Künstlern wie Poppy, Health, Bob Vylan, Wargasm oder Erra, alternative Versionen von Liedern des Albums The Death of Peace of Mind sowie einige Liveaufnahmen.
Anfang 2025 tourten Bad Omens mit Poppy und House of Protection durch Australien. Während des Konzerts in Melbourne lösten sich einige Dachplatten und verletzten einige Zuschauer.

## Stil
Die Musik von Bad Omens wird in der Regel dem Metalcore zugerechnet. Darüber hinaus werden Bad Omens mit den Genres Alternative Metal, Melodic Metalcore, Nu Metal und Industrial Metal in Verbindung gebracht. Die Band wird mit Gruppen wie Bring Me the Horizon, Beartooth, Underoath und Slipknot verglichen. Insbesondere der Vergleich mit Bring Me the Horizons Album Sempiternal bezeichnete Sänger Noah Sebastian als „schmeichelhaft und frustrierend“. Als weitere Einflüsse nennt Noah Sebastian Bands und Künstler wie Linkin Park, Deftones, Disturbed, Depeche Mode, The Weeknd, Thirty Seconds to Mars und The Neighbourhood. Das dritte Album The Death of Peace of Mind fiel musikalisch elektronischer und progressiver aus. Noah Sebastian sagte über das Album, dass er seine Band „nicht mehr als Rockband identifizieren würde“.

## Diskografie
Studioalben

| Jahr | Titel Musiklabel                                 | Höchstplatzierung, Gesamtwochen, AuszeichnungChartplatzierungen (Jahr, Titel, Musiklabel, Platzierungen, Wochen, Auszeichnungen, Anmerkungen) | Höchstplatzierung, Gesamtwochen, AuszeichnungChartplatzierungen (Jahr, Titel, Musiklabel, Platzierungen, Wochen, Auszeichnungen, Anmerkungen) | Anmerkungen                                                |
| Jahr | Titel Musiklabel                                 | UK | Rock | Anmerkungen                                                |
| ---- | ------------------------------------------------ | --- | --- | ---------------------------------------------------------- |
| 2016 | Bad Omens Sumerian Records                       | — | Rock43 (1 Wo.)Rock | Erstveröffentlichung: 19. August 2016                      |
| 2019 | Finding God Before God Finds Me Sumerian Records | — | — | Erstveröffentlichung: 2. August 2019                       |
| 2022 | The Death of Peace of Mind Sumerian Records      | UK— SilberUK | Rock44 Gold · (1 Wo.)Rock | Erstveröffentlichung: 25. Februar 2022 Verkäufe: + 560.000 |
| 2024 | Concrete Jungle (The OST) Sumerian Records       | — | — | Erstveröffentlichung: 31. Mai 2024                         |

## Musikpreise
| Jahr | Kategorie            | für       | Resultat  |
| ---- | -------------------- | --------- | --------- |
| 2024 | Top Hard Rock Artist | Bad Omens | Nominiert |

| Jahr | Kategorie                      | für                        | Resultat   |
| ---- | ------------------------------ | -------------------------- | ---------- |
| 2023 | Best Album                     | The Death of Peace of Mind | Gewonnen   |
| 2023 | Best International Artist      | Bad Omens                  | Nominiert  |
| 2023 | Best Production                | The Death of Peace of Mind | Nominiert  |
| 2024 | Best International Artist      | Bad Omens                  | Nominiert  |
| 2024 | Best International Live Artist | Bad Omens                  | Nominiert  |
| 2025 | Best International Artist      | Bad Omens                  | Ausstehend |

| Jahr | Kategorie                            | für       | Resultat  |
| ---- | ------------------------------------ | --------- | --------- |
| 2024 | Best New Artist (Alternative & Rock) | Bad Omens | Nominiert |